# 艾恩哈布 (明尼蘇達州)
艾恩哈布（英語：Iron Hub）是位於美國明尼蘇達州克羅溫縣拉比特萊克鎮區的一個非建制地區。

## 地理
艾恩哈布所處的海拔為高於海平面381米（即1250英呎），而該地所採用的時區為UTC-6，即北美中部時區（CST）。同時該地設有夏令時間，為UTC-6調快一小時，即UTC-5（CDT）。